# Bouc-Bel-Air
Bouc-Bel-Air ist eine französische Gemeinde mit 15.367 Einwohnern (Stand 1. Januar 2022) im Département Bouches-du-Rhône in der Region Provence-Alpes-Côte d’Azur.

## Geografie
Bouc-Bel-Air liegt 13 Kilometer südlich von Aix-en-Provence.

## Etymologie
Nach der Revolution hieß die Gemeinde zunächst Bouc. Zwischen 1814 und 1831 trug sie den Namen Albertas. Danach hieß sie erneut Bouc, 1907 erhielt der Name den Zusatz Bel-Air.

## Geschichte
Vor 6000 Jahren ließen sich erstmals Siedler in der Nähe des heutigen Ortes nieder. Um 600 vor Christus siedelten hier die Salluvier, sie hatten hier ein bedeutendes Oppidum. Die Gemeinde war strategisch bedeutend, da sie der Durchgang von Marseille zum Val d’Arc war. 124 vor Christus wurde der Ort jedoch von den Römern niedergebrannt. In den nächsten Jahrhunderten standen nur noch ein paar Häuser entlang von Handelswegen. Im frühen achten Jahrhundert befand sich das Dorf in einem Gebiet, wo häufig Schlachten zwischen Arabern und Franken stattfanden. Aus dieser Zeit stammt die erste Burg im Ort. 1589 ist der Ort Schauplatz der Hugenottenkriege. Am 3. September 1589 gelang die Verteidigung der Burg. 
Um 1700 leben etwa 700 Menschen in dem Dorf. Es blühte, vor allem durch Handel und das Handwerk. 1767 ging der Ort in den Besitz von Jean-Baptiste d’Albertas über. Im Jahr 1754 begann der Bau der prächtigen Gärten, die heute nach Albertas benannt sind. Die Adelsfamilie wurde jedoch im Zuge der Revolution aus dem Ort vertrieben. Später studierte Adolphe Thiers, späterer französischer Präsident in Bouc. Ab 1850 zog es die ländliche Bevölkerung in die Städte. Die Einwohnerzahl sank von rund 1.300 um 1.850 auf 800 Einwohner im Jahr 1900. Im Jahr 1907 bekam der Ort den Namen Bouc-Bel-Air (vorher Bouc), um eine Verwechselung mit dem Hafenort Port-de-Bouc auszuschließen. Bis in die 1950er-Jahre war der Ort nur über Feldwege an die anderen Orte angebunden. Ab 1960 wandelte der Ort sich komplett: Die Einwohnerzahl stieg von rund 2000 auf über 13.000 im Jahr 2007, die Bauernhöfe verschwanden.

## Sehenswürdigkeiten
- Pfarrkirche Saint André
- Kapelle Notre Dame de l’Espérance aus dem 12. Jahrhundert
- Albertas-Gärten aus dem 18. Jahrhundert

## Verkehr
Bei Bouc-Bel-Air befindet sich ein Autobahndreieck, dort führt die A 517 auf die A 51. Diese Autobahn verbindet den Ort mit Marseille und Aix-en-Provence.

## Bevölkerungsentwicklung
| Jahr      | 1962  | 1968  | 1975  | 1982  | 1990   | 1999   | 2008   | 2016   |
| Einwohner | 2.158 | 3.210 | 4.533 | 8.714 | 11.512 | 12.297 | 13.437 | 14.477 |